# Bandera de Vila-sana
La bandera oficial de Vila-sana té el següent blasonament:
Bandera apaïsada, de proporcions dos d'alt per tres de llarg, groga, amb tres faixes viperades negres, cadascuna de quatre puntes a dalt i tres a baix, i el primer terç vertical verd fosc, amb l'espasa flamejada amb la punta a dalt blanca guarnida de groc, d'alçària 13/18 de la del drap i amplària 2/9 de la llargària del mateix drap, al centre.
Va ser aprovada el 13 de setembre de 2007 i publicada en el DOGC el 27 de setembre del mateix any amb el número 4967.